# Río Gobelas
El río Gobelas o Gobela (Gobela en euskera) es un río del norte de la península ibérica que discurre por Vizcaya, España. Nace en Barrica y desemboca en la dársena de Udondo en la margen derecha de la ría del Nervión-Ibaizábal (la ría de Bilbao), en Lejona, cerca de Axpe, Erandio, después de 9 km.
Fue un río muy contaminado debido a la abundancia de industria en su entorno y a que atraviesa zonas muy pobladas. Esto se corrigió a finales del siglo XX tras la instalación de un colector de aguas residuales a lo largo de todo su recorrido.

## Curso actual y afluentes
Nace en el monte Gana, en Barrika. En su cabecera recibe el nombre de arroyo Ganabarri, hasta que en la vega de Urko, en Sopelana, recibe las aguas de los arroyos Lemosa y Saitu. En Guecho recibe a los arroyos Martiartu y Bolue. En la desembocadura de este último se encuentra el humedal de Bolue, uno de los espacios naturales de más interés faunístico de la localidad. Su último tramo adquiere forma de ría. Desde el siglo XIX, confluye en Leioa con el río Udondo, para desembocar poco después en la ría del Ibaizabal-Nervión. 
Recibe además aguas pluviales recogidas por los sistemas artificiales de colectores de las calles de Sopela, Berango, Guecho y Leioa. Su cauce se encuentra soterrado en parte de su recorrido.

## Historia

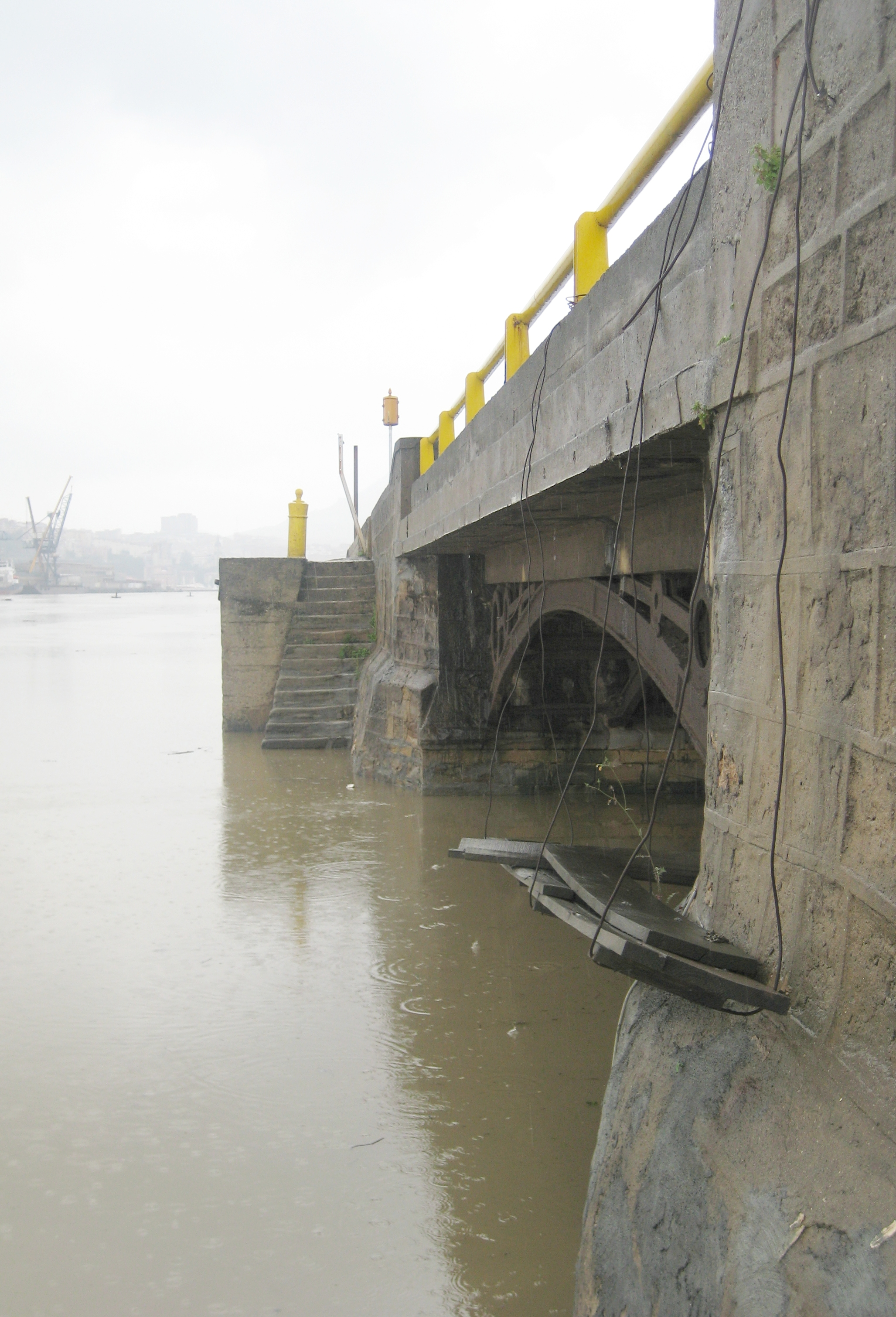
Puente sobre la desembocadura del Gobelas-Udondo en la Ría, Lejona.

Durante siglos desembocaba más cerca del Abra, entre Arriluze y Portugalete, contribuyendo a formar una barra de arena en la boca de la ría, que cambiaba de altura y posición dependiendo de las mareas, en parte de lo que actualmente es el barrio de Las Arenas de Guecho. Esta barra disminuía el calado de partes de la ría, y dificultaba sensiblemente el paso de grandes barcos. Por eso, ya en el siglo XVII se daban instrucciones a los barcos para soltar lastre en la parte derecha de la ría, con el fin de afianzar el lecho. En el siglo XVII las Juntas encauzaron el río hacia la zona de la Avanzada y construyeron un puente sobre el mismo para comunicar los arenales de Areta, y consecuentemente la villa de Portugalete, y el municipio.
A mediados del siglo XIX, Máximo de Aguirre, propietario de los arenales de Las Arenas y Lamiaco, promovió las obras que cambiaron de nuevo el curso del río, desviándolo por un tramo llano y paralelo al del Nervión, hasta encontrarse con el arroyo Udondo, y encauzando su actual desembocadura, en Lejona, cerca del límite con Erandio.
Tras la demolición del Puente del Arenal o de Isabel II en Bilbao en 1876, se utilizó uno de los arcos de hierro de dicho puente para la reconstrucción del llamado Puente de Udondo, sobre la desembocadura del Udondo-Gobela en la ría de Ibaizabal-Nervión. Hacia la mitad del siglo XX, la carretera de Bilbao a Las Arenas se ensanchó, y a este puente se le adosó otro de hormigón pretensado que lo oculta a la vista desde el interior, pero la estructura de fundición queda visible desde la Ría, manteniéndose hoy como uno de los más antiguos puentes de fundición de España.